# Старыш, Константин Гаврилович
Константин Гаврилович Старыш (рум. Constantin Starîș; род. 25 октября 1971, Новые Брынзены, Теленештский район, Молдавия) — молдавский политик, депутат Парламента Республики Молдова с 2010 года по 2014 год.

## Биография
По образованию журналист. Окончил факультет журналистики кишинёвского государственного университета.
С 1992 года работает на телевидении. С 12 октября 1997 года по 2 октября 2010 года ведущий программы «Резонанс», транслируемой на каналах ТВ Молдова-1 и NIT. Со 2 апреля 2011 года ведущий программы «Третий микрофон», транслирующий на каналах NIT и Accent TV.
В 2001—2009 годах — директор представительства МГТРК «Мир» в Молдове. Кавалер «Ордена Почёта».
В ноябре 2010 года избран депутатом парламента Республики Молдова по спискам Партии коммунистов Республики Молдова. Член постоянной парламентской комиссии по культуре, образованию, науке, молодёжи, спорту и средствам массовой информации.
В 2017 году награждён Медалью «МПА СНГ. 25 лет» Межпарламентской ассамблеи СНГ за заслуги в деле развития и укрепления парламентаризма, за вклад в развитие и совершенствование правовых основ функционирования СНГ, укрепление международных связей и межпарламентского сотрудничества.
В 2022 году, в разгар российского вторжения на Украину, Старыш отправился в Россию для участия в дискуссионном клубе «Валдай», где общался с Путиным.

## Семья
Константин Старыш женат. У него и его жены Екатерины Тучковой двое детей — Гавриил и Александра.